# Gibeon (meteorite)
Il meteorite Gibeon è caduto in epoca preistorica in una regione della Namibia meridionale. Prende il nome dalla località di Gibeon, a sudest della quale sono stati ritrovati la maggior parte dei frammenti.

## Storia
I primi a scoprire i frammenti del meteorite furono le popolazioni del Kalahari (soprattutto i Nama), che li usarono per costruire punte di lance e altri utensili in ferro.
Nel 1836 un capitano inglese di nome J. E. Alexander raccolse alcuni sassi ferrosi nella zona del Great Fish River e li inviò a Londra al chimico John Herschel, che fu il primo a confermare l'origine extraterrestre dei campioni.
In seguito, con il diffondersi delle fattorie coloniali nella zona, molti altri meteoriti furono raccolti. Nel 1853 un campione del peso di 81 kg fu portato a Città del Capo. Seguirono ritrovamenti di frammenti ancora più grandi: uno di 232 kg fu recuperato nel 1857, e nei primi anni del XX secolo furono rinvenuti esemplari del peso di diverse centinaia di chili.

## Distribuzione
Complessivamente, si stima che circa un migliaio di frammenti dell'asteroide di Gibeon abbiano toccato il suolo, per una massa totale di oltre 20 tonnellate. I frammenti sono dispersi su un'area di forma grosso modo ellittica, di 275 km di lunghezza e 100 km di larghezza; ne sono stati catalogati ufficialmente circa 120 esemplari, ma moltissimi altri sono stati esportati e venduti all'estero.
Buchwald segnala che stranamente i frammenti di questo meteorite consistono principalmente di esemplari di grosse dimensioni e che si trovano relativamente pochi esemplari di piccole dimensioni come invece accade in altri siti di meteoriti simili. Egli ipotizza che la motivazione risieda proprio nell'utilizzo per secoli dei pezzi più piccoli da parte delle popolazioni locali.

## Composizione e classificazione
Come tutte le meteoriti ferrose è costituito principalmente di ferro (91,7%) e nichel (7,7%), ma contiene anche quantità minori di cobalto (0,5%) e fosforo (0,04%). Gli studi radiometrici indicano che i frammenti di Gibeon si sono cristallizzati nello spazio circa 4 miliardi di anni fa.
Strutturalmente si tratta di una ottaedrite fine (questo meteorite ne è proprio il classico esempio) e le figure di Widmanstätten formano una tessitura particolarmente incisa ed esteticamente apprezzata.

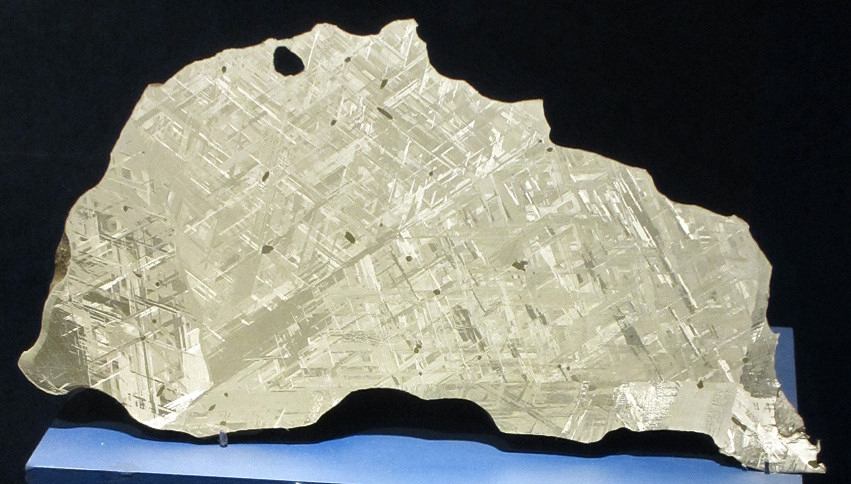
Sezione lucidata e incisa con acido

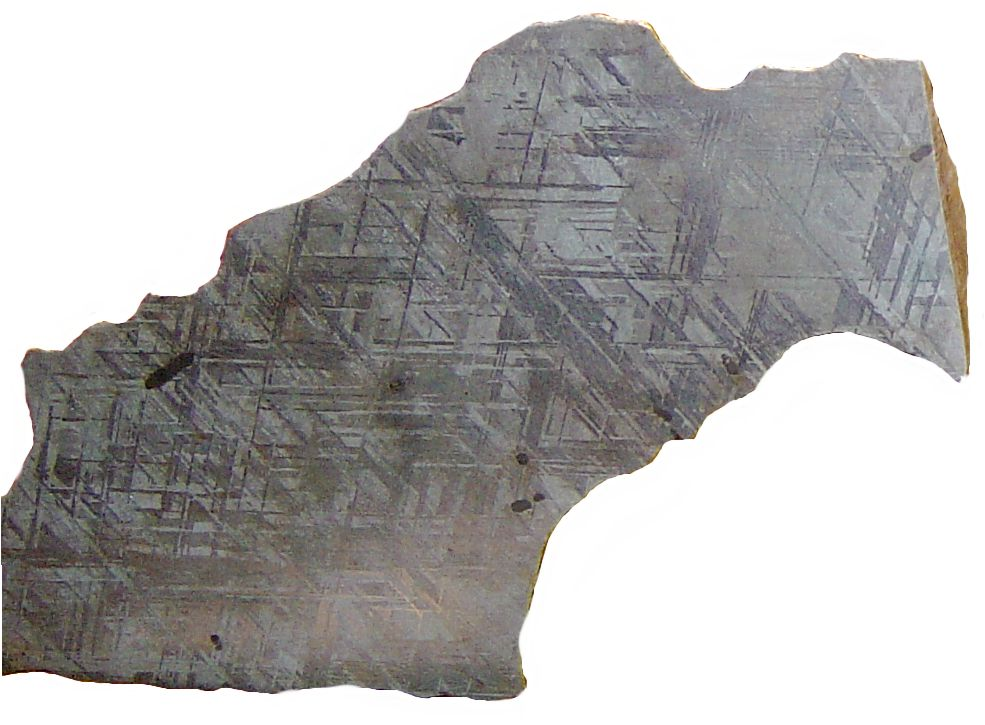
Sezione lucidata e incisa con acido

## Esemplari
Oggi 33 frammenti provenienti dalla pioggia di Gibeon sono in esposizione permanente a Windhoek, in una delle principali vie del centro, Post Street Mall. Altri sono esposti al Museo di Geologia di Windhoek e in altri musei del mondo. Frammenti di piccole dimensioni sono relativamente comuni e sono stati talvolta usati nella fabbricazione di gioielli e altri prodotti di lusso.
Da qualche anno le meteoriti di Gibeon sono protette dalle leggi della Namibia e l'esportazione non autorizzata è vietata.